# Jefferson Murillo
Jefferson Eulises Murillo Aguilar (ur. 18 stycznia 1992 w Palmirze) – kolumbijski piłkarz występujący na pozycji lewego obrońcy, obecnie zawodnik meksykańskiego Veracruz.

## Kariera klubowa
Murillo jest wychowankiem słynnej akademii juniorskiej klubu Deportivo Cali. Do pierwszej drużyny został włączony w wieku dziewiętnastu lat przez szkoleniowca Jaime de la Pavę i pierwszy mecz rozegrał w niej w lutym 2011 z Deportivo Pasto (1:0) w ramach krajowego pucharu. W Categoría Primera A zadebiutował natomiast kilka tygodni później (już za kadencji trenera Jorge Cruza), 20 marca 2011 w zremisowanym 1:1 spotkaniu z Realem Cartagena. Szybko został podstawowym defensorem ekipy, lecz z biegiem czasu stopniowo tracił mocną pozycję w wyjściowym składzie. Premierowego gola w najwyższej klasie rozgrywkowej strzelił 27 maja 2012 w wygranej 3:0 konfrontacji z La Equidad. W jesiennym sezonie Finalización 2013 zdobył z Deportivo wicemistrzostwo Kolumbii, jednak sam pozostawał wyłącznie głębokim rezerwowym (rozegrał tylko jeden mecz) dla doświadczonego Vladimira Marína. Bezpośrednio po tym został wypożyczony do absolutnego beniaminka ligi – ekipy Uniautónoma FC z siedzibą w Barranquilli, gdzie spędził pół roku w roli rezerwowego.
W styczniu 2014 Murillo odszedł do ligowego beniaminka – klubu Cúcuta Deportivo. Tam z miejsca wywalczył sobie pewną pozycję w linii defensywy, lecz mimo regularnych występów nie zdołał uchronić drużyny przed spadkiem do drugiej ligi na koniec roku. Na zapleczu najwyższej klasy rozgrywkowej spędził w barwach Cúcuty jeszcze rok, bezskutecznie walcząc o awans. W późniejszym czasie zdecydował się na wyjazd do Meksyku, gdzie zasilił ekipę Tiburones Rojos de Veracruz. W tamtejszej Liga MX zadebiutował 15 kwietnia 2017 w przegranym 0:1 meczu z Necaxą.

## Statystyki kariery
| Deportivo Cali   | 2011      | Kolumbia | Primera A | 16 | 0  | 7  | 0 | — | — | —   | 23  | 0 |
| Deportivo Cali   | 2012      | Kolumbia | Primera A | 17 | 1  | 7  | 0 | — | — | —   | 24  | 1 |
| Deportivo Cali   | 2013      | Kolumbia | Primera A | 7  | 0  | 10 | 0 | — | — | —   | 17  | 0 |
| Uniautónoma      | 2014      | Kolumbia | Primera A | 6  | 0  | —  | — | — | — | —   | 6   | 0 |
| Cúcuta Deportivo | 2015      | Kolumbia | Primera A | 32 | 1  | 5  | 0 | — | — | —   | 37  | 1 |
| Cúcuta Deportivo | 2016      | Kolumbia | Primera B | 12 | 0  | —  | — | — | — | —   | 12  | 0 |
| Veracruz         | 2016–2017 | Meksyk   | Liga MX   | 4  | 0  | 4  | 0 | — | — | —   | 8   | 0 |
| Veracruz         | 2017–2018 | Meksyk   | Liga MX   |    |    |    |   | — | — | —   |     |   |
| Ogółem           |           |          |           |    |    |    |   |   |   |     |     |   |
| Kolumbia         | Kolumbia  | Kolumbia | 90        | 2  | 29 | 0  | — | — | — | 119 | 2   |   |
| Meksyk           | Meksyk    | Meksyk   | 4         | 0  | 4  | 0  | — | — | — | 8   | 0   |   |
| Ogółem           | Ogółem    | Ogółem   | Ogółem    | 94 | 2  | 33 | 0 | — | — | —   | 127 | 2 |